# Iiris Viljanen
Iiris Ida Isabella Viljanen, född 17 januari 1988 i Korsholm, är en finlandssvensk sångerska, pianist och låtskrivare. Hon är sedan 2006 bosatt i Sverige.
Tidigt i karriären var hon medlem i Vasas flora och fauna, då en duo, och gjorde med bandet debutalbumet innan hon lämnade det 2014, av oklara anledningar. 2016 solodebuterade hon med det instrumentala albumet Kiss me, stupid & 7 more solo piano pieces och samma år släpptes även det mer popinfluerade albumet Mercedes. Viljanen sjunger och rappar på österbottnisk dialekt samt på finska.

## Diskografi

### Soloalbum
- 2016 – Kiss me, stupid & 7 more solo piano pieces
- 2016 – Mercedes
- 2020 – Den lilla havsfrun
- 2020 – En finsk jul
- 2024 – Själsligt uppvaknande vid Slussen

### Solosinglar
- 2015 – Vihreä aalto – Iiris Viljanen & Månskensorkestern
- 2015 – Årstavikens strand
- 2016 – Ska vi fira
- 2017 – Oot itse valo – The Small Crowd Remix
- 2018 – Emigrantvisa

### Album med Vasas flora och fauna
- 2015 – Släkt med Lotta Svärd

### Album med Fylgia Calling
- 2015 – A Letter of Referral

### Medverkan på låtar
- 2016 – Kolla på film med Emil Jensen[4]
- 2016 – Millans sång med Jonas Svennem
- 2017 – Fassoulo med Lamine Cissokho
- 2018 – Stormin med Månskensbonden

## Priser och nomineringar
- 2017 – SKAP:s Textpris
- 2017 – Nominerad till Musikförläggarnas pris i kategorin "Årets textförfattare"
- 2017 – Nominerad till "Årets Österbottning"
- 2017 – Nominerad för pris i kategorin "Årets live" och "Visa" på Manifestgalan
- 2017 – Nominerad till Dagens Nyheters Kulturpris
- 2020 – Nominerad till Musikförläggarnas pris i kategorin "Årets textförfattare"
- 2021 – Manifestpriset i kategorin "Årets visa" för Den lilla havsfrun
- 2021 – Grammis i kategorin "Årets visa/singer-songwriter" för Den lilla havsfrun